# Administração Transitória Afegã
Administração Transitória Afegã, também conhecida como Autoridade Transitória Afegã, foi uma administração temporária do Afeganistão posta em prática pela Loya Jirga de junho de 2002. Sucedeu a Administração Interina Afegã, que foi instalada após a Conferência de Bona.

## Antecedentes
Após a invasão do Afeganistão, uma conferência sob os auspícios das Nações Unidas de alguns líderes afegãos em Bonn levou à nomeação da Administração Interina Afegã sob a presidência de Hamid Karzai. No entanto, este governo provisório, que não era amplamente representativo, estava previsto para durar apenas seis meses, antes de ser substituído por um governo de transição. A mudança para essa segunda etapa exigiria a convocação de uma "grande assembleia" tradicional afegã, chamada de Loya Jirga. Esta "Loya Jirga de emergência" elegeu um novo Chefe de Estado e designou a Administração Transitória, que, por sua vez, governaria o país por um período máximo de dois anos, até que um "governo plenamente representativo" pudesse ser eleito através de eleições livres e justas.